# Sérigny, Orne

Sérigny este o comună în departamentul Orne, Franța. În 1 ianuarie 2018 avea o populație de 378 de locuitori.